# Alessandra Carbone
Alessandra Carbone (1962) è una matematica italiana, conosciuta per i suoi lavori nel campo della biologia computazionale.

## Biografia
Dopo un dottorato in matematica presso l'Università della Città di New York nel 1993, decide di svolgere i suoi lavori di ricerca post-dottorato presso Università Paris VII - Denis-Diderot fino al 1995. Nel 1996 si trasferisce a lavorare presso l'Università tecnica di Vienna, dove rimane per circa un anno.
Con questo profilo internazionale rientra in Francia, dove inizia a insegnare presso il dipartimento d'informatica dell'Università di Paris-Est-Créteil-Val-de-Marne, restandovi fino al 2003. Nel contempo, dal 2000 al 2003, diventa professore associato presso l'Institut des Hautes Etudes Scientifiques, un'istituzione francese di diritto privato finalizzata a sostenere la ricerca avanzata nel campo della matematica e della fisica teorica.
Dal 2003 lavora presso l'Università Pierre e Marie Curie, specializzata in scienza e medicina e facente parte del grande ateneo Sorbonne Université. È responsabile del laboratorio di biologia computazionale e quantitativa. Il gruppo di ricerca da lei gestito studia il funzionamento e l'evoluzione dei sistemi biologici connessi. Vengono utilizzati concetti matematici e approcci di fisica molecolare per studiare i principi di base del funzionamento cellulare a partire dai dati genomici. I loro lavori mirano a comprendere i principi di base dell'evoluzione e della coevoluzione delle strutture molecolari nella cellula.

## Premi
- 1994 - Premio giovane ricercatore CNR[4]
- 2010 - Premio Irène Joliot-Curie[5]
- 2012 - Prix Grammaticakis-Neuman dell'Accademia francese delle scienze[6]

## Pubblicazioni
- A.Carbone and S.Semmes, A Graphic Apology for Symmetry and Implicitness, Mathematical Monographs, Oxford University Press (2000), ISBN 9780198507291
- Alessandra Carbone, Mikhael Gromov, Przemyslaw Prusinkiewicz, Pattern Formation in Biology, Vision and Dynamics, World Scientific (2000), ISBN 9789810237929